# Miracle Mile (álbum de Starfucker)
Miracle Mile es el tercer álbum de estudio de la banda Starfucker originaria de Portland basado en indie rock, publicado el 19 de febrero de 2013 por Polyvinyl Records.

## Lista de canciones
| N.º   | Título                | Duración |  |
| 1.    | «While I'm Alive»     | 3:48     |  |
| 2.    | «Sazed»               | 3:24     |  |
| 3.    | «Malmo»               | 3:24     |  |
| 4.    | «Beach Moster»        | 2:09     |  |
| 5.    | «Isea»                | 0:52     |  |
| 6.    | «YAYAYA»              | 2:12     |  |
| 7.    | «Fortune's Fool»      | 2:05     |  |
| 8.    | «Kahil Gibran»        | 3:59     |  |
| 9.    | «Say to You»          | 4:24     |  |
| 10.   | «Atlantis»            | 2:29     |  |
| 11.   | «Leave It All Behind» | 3:14     |  |
| 12.   | «I Don't Want to See» | 3:33     |  |
| 13.   | «Last Words»          | 2:55     |  |
| 14.   | «Golden Light»        | 4:43     |  |
| 15.   | «Nite Rite»           | 7:12     |  |
| 50:40 |                       |          |  |

- Datos: Q16607876